# Gai Fabrici Luscí (pretor)
Gai Fabrici Luscí  (en llatí Caius Fabricius C. F. C. N. Luscinus) va ser un magistrat romà del segle ii aC. Era probablement net, a jutjar pels seus cognomens, de Caius Fabricius C. F. C. N. Luscinus, cònsol dues vegades. Formava part de la gens Fabrícia.
L'any 195 aC va ser pretor urbà, i més tard, el 190 aC, legat del cònsol Luci Corneli Escipió Asiàtic, juntament amb Sext Digiti i Luci Apusti o Apusci, segons Titus Livi.